# MTV Video Music Award de la meilleure vidéo rap
Le MTV Video Music Award Best Rap Video récompense la meilleure vidéo de rap de l'année. Après 2006, il a été fusionné avec la meilleure vidéo Hip-Hop.

## Liste des gagnants dans cette catégorie aux MTV VMA's depuis1989
| Année | Artiste                                                    | Video                         |
| ----- | ---------------------------------------------------------- | ----------------------------- |
| 1989  | DJ Jazzy Jeff & The Fresh Prince                           | Parents Just Don't Understand |
| 1990  | MC Hammer                                                  | U Can't Touch This            |
| 1991  | LL Cool J                                                  | Mama Said Knock You Out       |
| 1992  | Arrested Development                                       | Tennessee                     |
| 1993  | Arrested Development                                       | People Everyday               |
| 1994  | Snoop Doggy Dogg featuring Tha Dogg Pound et The Dramatics | Doggy Dogg World              |
| 1995  | Dr. Dre                                                    | Keep Their Heads Ringin'      |
| 1996  | Coolio featuring L.V.                                      | Gangsta's Paradise            |
| 1997  | Notorious B.I.G.                                           | Hypnotize                     |
| 1998  | Will Smith                                                 | Gettin' Jiggy Wit It          |
| 1999  | Jay-Z featuring Amil et Ja Rule                            | Can I Get A Fuck You          |
| 2000  | Dr. Dre featuring Eminem                                   | Forgot About Dre              |
| 2001  | Nelly featuring City Spud                                  | Ride Wit Me                   |
| 2002  | Eminem                                                     | Without Me                    |
| 2003  | 50 Cent                                                    | In Da Club                    |
| 2004  | Jay-Z                                                      | 99 Problems                   |
| 2005  | Ludacris                                                   | Number One Spot               |
| 2006  | Chamillionaire featuring Krayzie Bone                      | Ridin'                        |